# Miskan
Miskan (in arabo  مسكان‎?) è una piccola isola disabitata nel Golfo Persico al largo dello Stato del Kuwait.
Si trova a sud dell'isola di Bubiyan. È lunga circa 1,2 km e larga 800 m (è estesa circa 0,75 km²). La distanza tra essa e l'isola di Failaka, che si trova a sud, è circa 3,2 km. La distanza tra Miskan e la parte più vicina del Kuwait continentale è di circa 24 km. L'isola di Miskan è priva di qualsiasi attività fondamentale per la vita, tranne un faro attivo gestito da Ibrahem Bu-Rashid, che viveva nell'isola insieme alla sua famiglia per guidare e dare direzione alle navi che navigano di notte nel Golfo Persico. Quest'isola è importante perché è un collegamento in una "catena" di isole lungo la costa del Kuwait dal nord al sud, che forniscono allo stato una prima linea difensiva.
Nell'isola di Miskan furono scoperti alcuni insediamenti islamici.